# 小紫花橐吾
小紫花橐吾（学名：Ligularia dux var. minima）为菊科橐吾属下的一个变种。

## 扩展阅读
- 維基物種上的相關：小紫花橐吾